# Хікмет Сулейман
Хікмет Сулейман (араб. حكمت سليمان‎; 1889 — 16 червня 1964) — іракський державний і політичний діяч, міністр внутрішніх справ і прем'єр-міністр країни від кінця жовтня 1936 до серпня 1937 року.

## Життєпис
За походженням був турком, належав до келеменських тюрків. Освіту здобував у Стамбульському університеті. Від 1925 до 1933 року обіймав низку міністерських посад.
У жовтні 1936 року офіцери на чолі з генералом Бакр Сідкі здійснили військовий переворот. Після цього Хікмет Сулейман сформував та очолив уряд «національної реформи». У тому кабінеті він також зайняв пост міністра внутрішніх. Його уряд проголосив програму національно-демократичних перетворень і розпочав її реалізацію. Після виходу з уряду лівих членів «Аль-Ахалі» та вбивства Бакра Сідкі Хікмет Сулейман у серпні 1937 року вийшов у відставку.